# Cláudia Cavadas
Cláudia Margarida Gonçalves Cavadas (1967) é uma investigadora portuguesa, Mestre em Biologia Celular e Doutorada em Farmacologia (2002) na Universidade de Coimbra (UC). É atualmente, professora assistente da Faculdade de Farmácia da Universidade de Coimbra e líder do grupo "Grupo Neuroendocrinologia e Envelhecimento" no Centro de Neurociência e Biologia Celular (CNC), para investigação do envelhecimento. Também é vice-reitora da Universidade de Coimbra e diretora do Instituto de Pesquisa Interdisciplinar da Universidade de Coimbra. Cláudia Cavadas é coautora de 80 publicações internacionais e foi investigadora principal em vários projetos financiados. Foi presidente da Sociedade Portuguesa de Farmacologia (desde 2016) e vice-diretora da Faculdade de Farmácia da Universidade de Coimbra (2011-2013). Como estudante de doutoramento, Cláudia Cavadas passou 3 anos na Divisão de Hipertensão CHUV, Lausanne, Suíça.

## Carreira Profissional
Cláudia Cavadas licenciou-se em Ciências Farmacêuticas, na Faculdade de Farmácia da Universidade de Coimbra (1991). Posteriormente, tirou mestrado em Biologia Celular e doutoramento em Ciências Farmacêuticas, na especialidade de Farmacologia (2002), na UC. Durante 3 anos (1998-2001), realizou trabalhos de investigação na divisão de Hipertensão, que levou ao doutoramento no Center Hopitalier Vaudois e na Universidade de Lausanne, na Suíça. Em 2002, tornou-se professora assistente da Faculdade de Farmácia da UC e líder do grupo de investigação "Grupo Neuroendocrinologia e Envelhecimento" no Centro de Neurociências e Biologia Celular (CNC). Publicou mais de 70 artigos em revistas internacionais da especialidade. É ou foi responsável por cerca de 20 projetos de investigação financiados por agências nacionais e internacionais e foi orientadora de quase 20 estudantes de doutoramento, é coordenadora do Gabinete de Comunicação de Ciência do CNC. Entre outros, teve cargos como membro eleito do Conselho Geral da UC, onde também desempenhou as funções de coordenação da Comissão de Investigação, membro eleita do Conselho Científico do Instituto de Pesquisa Interdisciplinar da UC, na Faculdade de Farmácia da UC, atuou como vice-diretora, membro do Conselho Pedagógico, membro eleito do Conselho Científico, da Assembleia e da Comissão Estatutária, como também assumiu a Presidência da Sociedade Portuguesa de Farmacologia e Diretora do Instituto de Pesquisa Interdisciplinar da UC.

## Investigação
A investigação científica realizada por Cláudia Cavadas tem-se incidido principalmente na área das neurociências e do envelhecimento. Tem estudado patologias específicas associadas à neurologia, às mutações genéticas ou ao envelhecimento acelerado. Parte da sua pesquisa incide-se em procurar estratégias de combate dessas patologias, procurar formas que permitam desacelerar o envelhecimento e tentando sempre perceber alguns dos mecanismos associados. Tem-se dedicado com especial ênfase a alguns dos temas a seguir abordados.

### Neuropeptídeo Y
O neuropeptídeo Y (NPY) é uma molécula envolvida na homeostase celular. Os investigadores acreditam que esta molécula está ligada ao processo do envelhecimento. A pesquisa de Cláudia Cavadas e seus colaboradores tem-se incidido em perceber qual o papel desse neuropeptídeo nos 6 marcadores do envelhecimento celular: perda de proteostase, alterações na comunicação intercelular, disfunção mitocondrial, desregulação da sensibilidade para nutrientes, exaustão das células estaminais e senescência celular.
Por o NPY demonstrar um potencial neuroprotector, tem sido visto como uma aposta de pesquisa para Cláudia Cavadas e seus colaboradores, a fim de perceber se este pode conduzir a novas estratégias de tratamento de doenças neurodegenerativas, como a doença de Machado-Joseph.

### Hipotálamo
Trata-se de uma região do cérebro importante para a neuroendocrinologia, visto que tem um papel essencial no funcionamento do sistema endócrino. É responsável por regular o apetite, a sede, o ritmo circadiano, entre outras funções. Trata-se de uma fonte de pesquisa para Cláudia Cavadas e colaboradores que têm estudado essas mesmas funções e o impacto que possam vir a ter no nosso organismo quando surge uma desregulação. O hipotálamo também tem sido alvo de estudo no processo do envelhecimento. Um dos neuropeptídeos presentes no hipotálamo é o neuropeptídeo Y. Tem sido demonstrado que os níveis desta molécula diminuem nessa região, em animais com um envelhecimento mais avançado.

### Envelhecimento
Muita da pesquisa realizada por Cláudia Cavadas e colaboradores tem como base esta área em particular. As suas pesquisas, por exemplo, prendem-se em tentar entender os mecanismos relacionados com os 6 marcadores  do envelhecimento celular.

### Progeria
A síndrome de Hutchinson-Gilford (HGPS), também conhecida como progeria é uma doença rara de origem genética que se caracteriza por um envelhecimento acelerado do organismo. Devido a esta característica, e tendo em conta a procura de formas de combate do envelhecimento pela equipa de Cláudia Cavadas, esta decidiu aplicar conhecimentos prévios ao estudo desta doença, procurando vias terapêuticas. Mais uma vez a aposta tem incidido sobre o neuropeptídeo Y.

### Doença de Machado-Joseph
A Doença de Machado-Joseph é uma patologia neurodegenerativa de ordem genética onde se verifica a perda de regiões cerebrais que conduzem a uma descoordenação motora. Cláudia Cavadas tem estudado esta doença em particular, estudando os mecanismos associados e possíveis vias terapêuticas.

### Autofagia
A autofagia é um processo de “reciclagem” celular, que contribui para o normal funcionamento da célula, podendo atrasar o seu envelhecimento. A restrição calórica permite estimular este processo. Num exemplo, a equipa de Cavadas demonstrou que o NPY presente nos neurónios do hipotálamo, através da activação dos receptores NPY Y1 e Y5, estimula a autofagia. Estes dados podem vir a ser usados para descobrir estratégias que permitam combater a neurodegeneração ou o envelhecimento celular.
Claúdia Cavadas e a sua equipa também têm estudado outros temas como a sirtuína, o stress, a apneia do sono, a ataxin-2, a restrição calórica ou as células estaminais.

## Cargos
- Vice-reitora da UC
- Líder do grupo “Neuroendocrinology and Aging Group”, no CNC - Centro de Neurociências e Biologia Celular
- Professora assistente na Faculdade de Farmácia da UC
- Presidente da Sociedade Portuguesa de Farmacologia
- Diretora do Instituto de Pesquisa Interdisciplinar da UC
- Diretora do Instituto de Pesquisa Interdisciplinar da UC

## Prémios
- 2º Prémio da 1º Edição do Prémio Janssen Inovação: “Ataxin-2 in the hypothalamus: a new molecular target for metabolism and circadian rhythm regulation” – 2016
- 2º Prémio Thomé Villar/Boehringer Ingelheim: “Peripheral biomarkers for obstructive sleep apnea diagonis”- 2016
- 2º Prémio da 2ª Edição do Prémio Janssen Inovação: “Novel therapeutic approach to alleviate neuropathology and motor deficits in Machado–Joseph disease mouse models: molecular and pharmacological activation of SIRT1 pathway” – 2018[18]